# Championnat de Dominique de football 2004-2005
Navigation
Saison 2001-2002 Saison 2012-2013
La saison 2004-2005 du Championnat de Dominique de football est la cinquante-cinquième édition du championnat national en Dominique. Les huit équipes engagées sont regroupées au sein d'une poule unique où elles s'affrontent à deux reprises. En fin de saison, le dernier du classement est relégué et remplacé par le meilleur club de First League.
C'est le RC Grand Bazaar Dublanc qui remporte la compétition cette saison après avoir terminé en tête du classement final, avec deux points d'avance sur le duo composé du CW Pointe-Michel et de Sagicor South East. Il s’agit du tout premier titre de champion de Dominique de l'histoire du club.

## Les clubs participants
- Indian River Inn Bombers
- Labour Bath Estate
- Vieille Case Credit Union Itassi
- Antilles Kensbro SC
- CW Pointe-Michel
- RC Grand Bazaar Dublanc
- Sagicor South East
- Harris Paint Harlem

## Compétition
Le barème de points servant à établir le classement se décompose ainsi :
- Victoire : 3 points
- Match nul : 1 point
- Défaite : 0 point

### Classement
| Rang | Équipe                           | Pts | J  | G  | N | P  | Bp | Bc | Diff |
| ---- | -------------------------------- | --- | -- | -- | - | -- | -- | -- | ---- |
| 1    | RC Grand Bazaar Dublanc          | 31  | 14 | 10 | 1 | 3  | 34 | 12 | +22  |
| 2    | CW Pointe-Michel                 | 29  | 14 | 9  | 2 | 3  | 32 | 20 | +12  |
| 3    | Sagicor South EastC              | 29  | 14 | 9  | 2 | 3  | 28 | 19 | +9   |
| 4    | Indian River Inn Bombers         | 23  | 14 | 7  | 2 | 5  | 18 | 12 | +6   |
| 5    | Antilles Kensbro                 | 17  | 13 | 5  | 2 | 6  | 17 | 21 | -4   |
| 6    | Harris Paint HarlemT             | 16  | 14 | 4  | 4 | 6  | 26 | 17 | +9   |
| 7    | Vieille Case Credit Union Itassi | 10  | 13 | 3  | 1 | 9  | 25 | 44 | -19  |
| 8    | Labour Bath Estate               | 3   | 14 | 1  | 0 | 13 | 14 | 49 | -35  |

|  | Qualification pour la CFU Club Championship 2005           |
|  | Relégation en First Division                               |
|  | T : Tenant du titre C : Vainqueur de la Coupe de Dominique |

- Le résultat du match entre Antilles Kensbro et Vieille Case Credit Union Itassi n'est pas connu, sans que ça change le classement final.

## Bilan de la saison
| Championnat de Dominique de football 2004-2005 |                                     |
| Champion                                       | RC Grand Bazaar Dublanc (1er titre) |
| Coupes et trophées                             |                                     |
| Vainqueur de la Coupe de Dominique 2004-2005   | Sagicor South East                  |
| Qualifications continentales                   |                                     |
| CFU Club Championship 2005                     | RC Grand Bazaar Dublanc             |
| CFU Club Championship 2005                     | Sagicor South East                  |
| Promotions et relégations                      |                                     |
| Promus en National Premier League              | ACS Zebians                         |
| Relégués en First Division                     | Labour Bath Estate                  |